# Arctopoda
Arctopoda är ett släkte av fjärilar. Arctopoda ingår i familjen praktmalar, Oecophoridae.
Kladogram enligt Catalogue of Life:
| Arctopoda | \| \| Arctopoda cuprea \| \| \| \| \| \| Arctopoda maculosa \| \| \| \| |
|           | \| \| Arctopoda cuprea \| \| \| \| \| \| Arctopoda maculosa \| \| \| \| |
|           | Arctopoda cuprea                                                        |
|           |                                                                         |
|           | Arctopoda maculosa                                                      |
|           |                                                                         |